# Der Wehrmann für Stadt und Land
Der Wehrmann für Stadt und Land war eine in Hannover erschienene Zeitung während der Revolution von 1848.
Sie erschien nach einer Übersicht Hannoversche Tageszeitungen der Gottfried Wilhelm Leibniz Bibliothek im Jahr 1848 mit den Ausgaben „V–XII.“ Die Zeitung erschien vom 23. Mai bis zum 30. Dezember 1848. Sie definierte sich selbst als „eine Bürger- und Bauernzeitung.“ Das Blatt stand offenbar auf dem Boden des gemäßigten Liberalismus. Als Bürger betrachtete er vor allem den besitzenden Mittelstand. Nur dieser sei in der Lage „mit seinem gesunden Sinne die natürliche Scheidung zwischen Fragen der bürgerlichen Ordnung und Gegenständen der Politik“ geltend zu machen.